# Judge vs. Judge
Judge vs. Judge (Hangul: 이판, 사판; RR: Ipan, Sapan; lit. Judge Lee, Judge Sa), es una serie de televisión surcoreana transmitida del 22 de noviembre del 2017 hasta el 11 de enero del 2018, a través de SBS TV.

## Sinopsis
La serie sigue a la temperamental juez Lee Jung-joo, quien lucha por revelar la verdad y probar la inocencia de su hermano mayor Choi Kyung-ho, quien fue falsamente acusado de violación y asesinato, sin embargo queda destrozada cuando en el proceso, él es asesinado. Decidida a buscar la verdad Jung-joo comenzará una lucha contra un gran poder, responsable por haber incriminado a su hermano.
Jung Joo preside el Tribunal de Distrito de Seúl, donde a veces declara acusa a los criminales de desvergonzados utilizando fuertes palabras, además de que abusa de su autoridad. Por otro lado, el juez Sa Eui-hyeon, un hombre conocido por su excelente uso de la ley y su conciencia para determinar veredictos, es asignado al mismo tribunal que Jung-joo.

## Reparto

### Personajes principales
| Actor        | Personaje                    | N.º de episodios | Notas |
| ------------ | ---------------------------- | ---------------- | --- |
| Park Eun-bin | Lee Jung-joo / Choi Jung-joo | 32               | Es una jueza con mal temperamento que es incapaz de contener sus emociones, las cuales demuestra cuando se encuentra frente a acusados desvergonzados. Jung-joo preside en el Tribunal del Distrito de Seúl. Poco a poco comienza a sentirse atraída por Sa Eui-hyeon. |
| Yeon Woo-jin | Sa Eui-hyeon                 | 32               | Es un juez justo e independiente, que es excelente en su uso de la ley y la ética para alcanzar el juicio. Está asignado a la misma división que Lee Jung-joo. Poco a poco comienza a enamorarse de Lee Jung-joo, y aunque al inicio intenta mantenerse al margen, finalmente le revela sus sentimientos. |
| Dong Ha      | Do Han-joon                  | 32               | Es un joven fiscal que se graduó con Sa Eui-hyeon como el mejor de su clase. Su vida se ve perturbada cuando su padre Do Jin-myung, es acusado del asesinato de Kim Ga-young, una joven que trabajó en su casa, sin embargo luego descubre que la verdadera responsable del crimen era su madre Yoo Myung-hee. También descubre que la única razón por la que ella se había casado con su padre, era porque estaba embarazada de él. Está enamorado de Lee Jung-joo. |
| Na Hae-ryung | Jin Se-ra                    | 32               | Es una bella e inteligente chaebol de tercera generación que estudia derecho y excantante. Es capaz de hacer cualquier cosa sola, sin embargo todos la juzgan debido a la riqueza de su familia. En el pasado luego de debutar como una cantante idol, fue víctima del acoso del público, por lo que decidió dejarlo y unirse a la facultad de derecho. |

### Personajes secundarios
| Actor                   | Personaje       | Episodios donde apareció | Notas |
| ----------------------- | --------------- | ------------------------ | --- |
| Heo Jun-seok            | Ha Young-hoon   | -                        | Es un antiguo guardia de prisión que actualmente estudia derecho, así como el encargado de crear el equipo de investigación de juicios erróneos. Decide convertirse en protector de la ley mientras era guardia, luego de presenciar a personas inocentes pasar sus vidas en la cárcel. |
| Jung Yoo-min            | Hwang Min-ah    | -                        | Es una antigua guardaespaldas de la Casa Azul, que actualmente estudia derecho. |
| Jung Yeon-joo           | Lee Seon-hwa    | -                        | Es una alegre madre soltera y miembro del equipo de investigación de juicios erróneos, que equilibra el cuidado de su hija y la facultad de derecho. Trabaja en una tienda de conveniencia mientras estudia por la noche. |
| Hong Seung-bum          | Nam Yoon-il     | -                        | |
| Lee Moon-sik            | Oh Ji-rak       | -                        | Es el fiscal principal, aunque originalmente se convierte en abogado para pagar la educación de sus hijos, siempre ha soñado con convertirse en un juez. |
| Lee Chang-wook (이창욱) | Jeong Chae-sung | -                        | Es un juez lleno de preocupaciones que no puede compartir, a pesar de esto, es un hombre inteligente que apoya totalmente a Lee Jung-joo tanto física como emocionalmente. Es conocido como el "solucionador de problemas", quien logra calmar el temperamento de Oh Ji-rak. |
| Woo Hyun                | Choi Go-soo     | -                        | Es un juez increíble con el apodo de "God’s Eyes", cuyos fallos rara vez son cambiados. Sin embargo, siempre se encuentra teniendo discusiones humorísticas con el fiscal Oh Ji-rak. |
| Bae Hae-sun             | Moon Yoo-seon   | -                        | Es la esposa de Choi Go-soo. No le gusta la disciplina de su esposo y la forma en la que habla con sus colegas más jóvenes, a quienes tiende a humillar. Por lo general es la encargada de resolver las peleas entre Lee Jung-joo y Yoon Pan. También apoya a sus colegas casados. |
| Jo Jae-ryong (조재룡)   | Song Ho-chan    | -                        | |
| Kim Min-sang (김민상)   | Seo Dae-su      | -                        | |
| Lee Hye-eun (이혜은)    | Oh Mi-ja        | -                        | |
| Heo Jung-gyu (허정규)   | Kim Moo-shik    | -                        | |
| Kim Jin-yeop (김진엽)   | Lee Cha-won     | -                        | |
| Oh Na-ra                | Yoon Pan        | -                        | Es una jueza, que siempre dice lo que piensa, por lo que es vista como mala y desagradable. Es una mujer soltera adicta a su trabajo que es favorecida por el juez principal, ya que no es como las otras juezas casadas que dejan el trabajo de vez en cuando para ocuparse de asuntos familiares. Constantemente ataca a Lee Jung-joo. |
| Kim Jin-seo (김진서)    | Jang Joon-hee   | -                        | |
| Kim Hae-sook            | Yoo Myung-hee   | -                        | Es la madre de Do Han-joon, una profesora en la facultad de derecho y la figura que inspira a Lee Jung-joo a convertirse en juez. En realidad Myung-hee esconde un gran secreto, luego de ser testigo de las cosas terribles que había hecho su esposo, decide matar a la joven Kim Ga-young, para proteger todo lo que había construido a lo largo de los años. Luego de ser arrestada, renuncia a la escuela de derecho e intenta quitarse la vida tomando agua con drogas, mientras está siendo enjuiciada. |
| Lee Deok-hwa            | Do Jin-myung    | -                        | Es el padre de Do Han-joon, a quien Yoo Myung-hee intenta incriminar como el responsable de la muerte de Kim Ga-young, a pesar de esto Jin-myung intenta echarse la culpa sin éxito, para salvarla. |
| Choi Jung-woo           | Sa Jeong-do     | -                        | Es el padre de Sa Eui-hyeon. |
| Ji Seung-hyun           | Choi Kyung-ho   | -                        | Es el hermano mayor de Choi Jung-joo. Kyung-ho es incriminado y acusado de la violación y asesinato de Kim Ga-young, crimen por el cual es sentenciado a 20 años de prisión. Sin embargo más tarde se revela que Kyung-ho en realidad es inocente y que él había intentado salvar a Ga-young la noche del crimen. Lamentablemente mientras intentan demostrar su inocencia, Kyung-ho es asesinado. |
| Kim Hee-jung            | Eom Shin-sook   | -                        | Es la madre adoptiva de Choi Jung-joo, a quien ama con todo su corazón. Shin-sook trabaja como conserje en el juzgado. |
| Bae Yoo-ram             | Kim Joo-hyung   | -                        | Es un violador de niños, quien había sido violado por su madrastra quien le decía que era "educación sexual". |
| Jo Wan-ki (조완기)      | Seo Yong-soo    | -                        | Es el hijo de Jang Soon-bok y un testigo de la muerte de Kim Ga-young. |
| Hong Hee-won (홍희원)   | Tak Young-jin   | -                        | Es un fiscal. |

### Otros personajes
| Actor                    | Personaje     | Episodios donde apareció | Notas |
| ------------------------ | ------------- | ------------------------ | --- |
| Yoo Seo-jin (유서진)     | Myung Soo-jin | -                        | |
| Kim Byung-choon (김병춘) | -             | -                        | Es un juez principal. |
| Park Ji-ah               | Jang Soon-bok | -                        | Es la madre de Seo Yong-soo. |
| Lee Yoon-sang (이윤상)   | -             | -                        | Es un juez de la corte suprema. |
| Hong Seung-beom (홍승범) | Nam Yoon-il   | -                        | |
| Jung Se-hyung (정세형)   | Jin Joong-han | -                        | |
| Woo Jung-kook (우정국)   | Kim Ik-cheol  | -                        | Es un hombre que realiza una declaración en el caso de Kim Ga-young. |
| Ri Min (리민)            | Seo Gi-ho     | -                        | |
| Choi Hong-il (최홍일)    | Kang Gi-yong  | -                        | |
| Kim Young-sun (김영선)   | -             | -                        | Es la madre biológica de Choi Jung-joo. |
| Lee Ji-won (이지원)      | Kim Ga-young  | -                        | Es una joven que es violada y asesinada 15 años atrás, crimen por el cual Choi Kyung-ho es falsamente acusado. Era la hija del conserje que trabajaba en la casa de verano de la familia de Do Han-joon, más tarde se revela que la verdadera persona responsable de su muerte era, Yoo Myung-hee, la madre de Han-joon. |
| Park Young-soo (박영수)  | -             | -                        | Es un pervertido en el tren. |
| Jung Dong-gyu (정동규)   | -             | -                        | |
| Min Joon-hyun (민준현)   | -             | -                        | |
| Jung Hyun-seok (정현석)  | -             | -                        | |
| Seo Kwang-jae (서광재)   | -             | -                        | Es un doctor. |
| Kim Jae-il (김재일)      | -             | -                        | |
| Joey Albright            | Kelly         | -                        | Es un tirador. |
| Han Chae-kyung (박채경)  | -             | 20                       | |

## Episodios
La serie está conformada por 32 episodios, los cuales fueron emitidos todos los miércoles y jueves a las 22:00 (2 episodios seguidos) (KST).

### Raitings
Los números en color rojo indican las calificaciones más bajas, mientras que los números en azul indican las calificaciones más altas.
| N.º      | Fecha de emisión        | Participación promedio de audiencia | Participación promedio de audiencia | Participación promedio de audiencia | Participación promedio de audiencia |
| N.º      | Fecha de emisión        | TNmS                                | TNmS                                | AGB Nielsen                         | AGB Nielsen                         |
| N.º      | Fecha de emisión        | Nacional                            | Seúl                                | Nacional                            | Seúl                                |
| -------- | ----------------------- | ----------------------------------- | ----------------------------------- | ----------------------------------- | ----------------------------------- |
| 1        | 22 de noviembre de 2017 | 6.7% (19.ª)                         | 6.9% (17.ª)                         | 6.9% (18.ª)                         | 7.8% (11.ª)                         |
| 2        | 22 de noviembre de 2017 | 7.3% (15.ª)                         | 7.9% (12.ª)                         | 8.0% (10.ª)                         | 8.9% (6.ª)                          |
| 3        | 23 de noviembre de 2017 | 7.5% (16.ª)                         | 8.0% (12.ª)                         | 7.2% (19.ª)                         | 7.7% (15.ª)                         |
| 4        | 23 de noviembre de 2017 | 7.2% (18.ª)                         | 8.5% (9.ª)                          | 7.6% (16.ª)                         | 8.6% (8.ª)                          |
| 5        | 29 de noviembre de 2017 | 5.7% (20.ª)                         | 6.2% (NR)                           | 6.0% (19.ª)                         | 6.5% (19.ª)                         |
| 6        | 29 de noviembre de 2017 | 6.0% (19.ª)                         | 6.5% (15.ª)                         | 7.5% (13.ª)                         | 8.5% (7.ª)                          |
| 7        | 30 de noviembre de 2017 | 6.0% (NR)                           | 7.2% (16.ª)                         | 6.7% (18.ª)                         | 8.0% (13.ª)                         |
| 8        | 30 de noviembre de 2017 | 6.0% (NR)                           | 6.2% (19.ª)                         | 6.6% (20.ª)                         | 7.8% (14.ª)                         |
| 9        | 6 de diciembre de 2017  | 6.1% (NR)                           | 6.5% (20.ª)                         | 6.6% (17.ª)                         | 6.9% (17.ª)                         |
| 10       | 6 de diciembre de 2017  | 6.6% (20.ª)                         | 6.8% (16.ª)                         | 7.3% (14.ª)                         | 7.5% (10.ª)                         |
| 11       | 7 de diciembre de 2017  | 6.6% (NR)                           | 6.3% (20.ª)                         | 7.1% (17.ª)                         | 8.2% (11.ª)                         |
| 12       | 7 de diciembre de 2017  | 6.9% (19.ª)                         | 7.0% (18.ª)                         | 8.2% (12.ª)                         | 9.1% (7.ª)                          |
| 13       | 13 de diciembre de 2017 | 5.2% (NR)                           | 6.3% (NR)                           | 6.4% (NR)                           | 7.5% (15.ª)                         |
| 14       | 13 de diciembre de 2017 | 5.9% (NR)                           | 7.1% (NR)                           | 7.9% (11.ª)                         | 9.0% (5.ª)                          |
| 15       | 14 de diciembre de 2017 | 5.6% (NR)                           | 6.4% (20.ª)                         | 6.6% (18.ª)                         | 7.6% (15.ª)                         |
| 16       | 14 de diciembre de 2017 | 6.0% (NR)                           | 6.6% (18.ª)                         | 8.1% (14.ª)                         | 9.2% (6.ª)                          |
| 17       | 20 de diciembre de 2017 | 4.4% (NR)                           | 5.8% (NR)                           | 6.8% (18.ª)                         | 8.2% (12.ª)                         |
| 18       | 20 de diciembre de 2017 | 5.1% (NR)                           | 6.3% (NR)                           | 7.4% (17.ª)                         | 8.6% (10.ª)                         |
| 19       | 21 de diciembre de 2017 | 5.6% (19.ª)                         | 6.1% (17.ª)                         | 5.8% (NR)                           | 6.5% (16.ª)                         |
| 20       | 21 de diciembre de 2017 | 5.9% (18.ª)                         | 6.6% (13.ª)                         | 7.1% (13.ª)                         | 7.9% (11.ª)                         |
| 21       | 27 de diciembre de 2017 | 5.1% (NR)                           | 5.9% (NR)                           | 6.0% (NR)                           | 6.8% (17.ª)                         |
| 22       | 27 de diciembre de 2017 | 5.6% (NR)                           | 6.3% (19.ª)                         | 7.1% (15.ª)                         | 8.3% (8.ª)                          |
| 23       | 28 de diciembre de 2017 | 5.3% (NR)                           | 6.5% (NR)                           | 7.6% (15.ª)                         | 8.9% (10.ª)                         |
| 24       | 28 de diciembre de 2017 | 5.4% (NR)                           | 6.7% (NR)                           | 7.9% (12.ª)                         | 9.2% (8.ª)                          |
| 25       | 3 de enero de 2018      | 5.8% (NR)                           | 6.4% (17.ª)                         | 6.3% (NR)                           | 7.1% (16.ª)                         |
| 26       | 3 de enero de 2018      | 6.3% (NR)                           | 6.9% (15.ª)                         | 7.3% (14.ª)                         | 8.2% (11.ª)                         |
| 27       | 4 de enero de 2018      | 6.0%                                | 6.5%                                | 6.4% (19.ª)                         | 6.8% (19.ª)                         |
| 28       | 4 de enero de 2018      | 5.7%                                | 6.4%                                | 6.8% (17.ª)                         | 7.5% (15.ª)                         |
| 29       | 10 de enero de 2018     | 5.7%                                | 6.2%                                | 6.5% (17.ª)                         | 7.0% (15.ª)                         |
| 30       | 10 de enero de 2018     | 5.8%                                | 6.5%                                | 7.6% (13.ª)                         | 8.4% (10.ª)                         |
| 31       | 11 de enero de 2018     | 6.3%                                | 6.5%                                | 7.1% (18.ª)                         | 7.3% (17.ª)                         |
| 32       | 11 de enero de 2018     | 6.5%                                | 7.2%                                | 8.0% (13.ª)                         | 8.7% (11.ª)                         |
| Promedio | Promedio                | 5.9%                                | 6.6%                                | 7.0%                                | 7.9%                                |

## Música
El OST de la serie está conformado por 3 partes:

### Parte 1
| No. | Intérprete             | Canción                                | Letra | Canción | Duración |
| --- | ---------------------- | -------------------------------------- | ----- | ------- | -------- |
| 1   | Air ManGirl (공기남녀) | "Day With Good Feeling" (예감 좋은 날) | -     | -       | -        |
| 2   | -                      | "Day With Good Feeling" (Inst.)        | -     | -       | -        |

### Parte 2
| No. | Intérprete     | Canción                  | Letra | Canción | Duración |
| --- | -------------- | ------------------------ | ----- | ------- | -------- |
| 1   | Lucia (루시아) | "This Much" (이토록이나) | -     | -       | -        |
| 2   | -              | "This Much" (Inst.)      | -     | -       | -        |

### Parte 3
| No. | Intérprete  | Canción           | Letra | Canción | Duración |
| --- | ----------- | ----------------- | ----- | ------- | -------- |
| 1   | Taru (타루) | "Tok Tok" (톡톡)  | -     | -       | -        |
| 2   | -           | "Tok Tok" (Inst.) | -     | -       | -        |

## Premios y nominaciones
| Año  | Categoría                                                 | Premio               | Nominado (a) | Resultado |
| ---- | --------------------------------------------------------- | -------------------- | ------------ | --------- |
| 2017 | Excellence Award, Actress in a Wednesday–Thursday Drama   | 25th SBS Drama Award | Yeon Woo-jin | Nominado  |
| 2017 | Top Excellence Award, Actor in a Wednesday–Thursday Drama | 25th SBS Drama Award | Park Eun-bin | Nominada  |
| 2017 | Excellence Award, Actor in a Wednesday–Thursday Drama     | 25th SBS Drama Award | Dong Ha      | Nominado  |
| 2017 | Best New Actor                                            | 25th SBS Drama Award | Dong Ha      | Nominado  |

## Producción
La serie fue creada por Park Young-soo (박영수), también es conocida como "Judge Lee, Judge Sa", "Nothing to Lose" y/o "Dead End".
Fue dirigida por Lee Kwang-young (이광영), quien contó con el guionista Seo In (서인), mientras que la producción estuvo a cargo de Lee Hee-soo, y la producción ejecutiva fue realizada por Han Joo-suk y Kim Il-hyun.
La primera lectura del guion fue realizada el 23 de octubre del 2017 en el edificio SBS Ilsan Production Center en Corea del Sur.
La serie contó con un juez como consultor. También contó con el apoyo de la compañía de producción "CT E&C" y fue distribuida por Seoul Broadcasting System (SBS).

### Distribución internacional
| País     | Título          | Cadena   | Fecha de emisión | Notas |
| -------- | --------------- | -------- | ---------------- | ----- |
| Malasia  | Nothing to Lose | Sony One | 2017             |       |
| Singapur | Nothing to Lose | Sony One | 2017             |       |